# 邪馬台幻想記
《邪馬台幻想記》是矢吹健太朗所創作的日本漫畫作品。1998年於《赤丸Jump Spring》與《週刊少年Jump》1998年37、38号刊載同名2篇單篇作品，並在《週刊少年Jump》1999年12号至29号期間進行連載。單行本全2卷。本作為作者首次連載作品。

## 劇情簡介
舞台設定為西元3世紀倭國（古代日本）的戰亂時代，當時國家分裂、戰爭不斷。方術士集團「陰陽連」派遣刺客暗殺各國統治者以毀滅各國，另一邊「邪馬台連合」抱著統一倭國的夢想努力，故事便這樣開始了…
而方術士集團陰陽連的刺客少年紫苑，被派遣暗殺邪馬台國女王壹與，但後來得知自己身世的真相後，便轉而投向女王壹與，協助她實現統一倭國的夢想…

## 登場人物

### 邪馬台國
世代由擁有巫女能力的女王所統治的大國，統治附近三十國，謂為「邪馬台連合」。
壹與
繼承前任女王卑彌呼，統治邪馬台國的15歲少女。為了結束戰亂的時代、統一倭國，立志前往高天之都。雖身為邪馬台國的女王，但本不是邪馬台國出生之人，十歲之前被卑彌呼從某處帶到邪馬台國。她從何而來、出身和成長沒有人知道。似乎背負著沉重的過去，阿春大人認可她「有資格且是必須前往高天之都」。武藝優秀，擅長使槍。
作者另一部作品《妖幻三重奏》的女主角花奏鈴的前世。
紫苑
受陰陽連派遣，進行「滅亡國家」暗殺統治者任務的13歲少年。奉陰陽連之命暗殺邪馬台國女王－壹與，但後來決定協助壹與完成「統一倭國」的偉大志向而背叛組織、成為壹與的護衛。為月代王家的倖存者，父親被陰陽連所殺害，祖國隨之混亂而滅亡。為方術士，使用月代王家代代相傳的月讀之劍為心具。
作者另一部作品《妖幻三重奏》的主角風卷祭里的前世。
蓮座
伊都國派來的助手。喜歡壹與。碰觸即可感受植物的「聲音」，並可借用森林的預知能力。
卑彌呼
邪馬台國前任女王，用「巫女」的力量聽取神的旨意，藉此來從事政治。與壹與不同，經常置身於神聖宮殿之內，所以幾乎沒有人見過她的樣子。
黎目
壹與的管家。似乎對壹與女王的調皮感到頭痛。名字的出處一般認為是出自彌生時代邪馬台國大夫難升米。
山治
統帥邪馬台國士兵的大隊長。為了向壹與女王報恩，志願當士兵。原本是某個山賊團的頭目，不是邪馬台國的人。

### 陰陽連
為了得到沉睡在高天之都的神威力，以幻力操縱方術滅亡國家，在倭國暗中活躍的龐大組織。
修羅
心武眾的統帥，教導紫苑和紅真方術和暗殺術的男人。性格冷酷無情，襲擊紫苑的祖國並殺害其父的禍首。心具是震蛇刀。
紅真
陰陽連精銳方術士部隊「心武眾」的其中一員，將紫苑視為對手。與紫苑一起被修羅教導方術，對一同成長的紫苑像是親兄弟一樣。「紅真」是修羅取的名，和紫苑剛好相對。心具是紅星之劍。

### 常世森林
別名「不歸之林」。是座存在著古代巨木的巨大森林，根據傳說，高天之民的後裔就隱居在這座森林的深處，於這座森林中存活著。
阿春（大人）
住在常世森林的高天之民的後裔。
米爾
阿春養的小野狗。因為父母親被闖入森林的人殺害，除了阿春以外，不會向別人示好，之後會與壹與們同行。作者老家的愛犬亦名為「米爾」。

### 月代國
紫苑的祖國。在紫苑8歲的時候被陰陽連毀滅了。同時，月代王室是出身名門的方術士一族。
蒼志
月代國王，紫苑的父親。被陰陽連上頭的人知道是個高強的方術士，後被襲擊死亡。心具月讀之劍(現在被紫苑繼承)。左臉上有十字傷。
緋蓮
紫苑的母親。只提到名字而未登場，但外貌似乎與紫苑相似。生死不明。

## 用語
方術
久遠之前，在倭島所流傳著幻想戰術，藉著操縱精神之力－「氣」，而產生各種奇蹟。連重量都能任意操縱，但是，氣是依據精神力的強弱而產生的。所以，要成為方術士，不僅是肉體，連精神也要鍛鍊。起源據說就在高天之都。
浮石彈
把氣傳入地面讓小石頭飛起來，用以損傷敵人的技能。
虛像之術
用氣作出幻影，用以欺騙敵人的基本技能。
心具
氣轉變成物質化的精神的武器。形狀會隨著個人精神的形式而改變。因為是把精神之力物質化，心具被破壞就等於是精神的破壞，亦即死亡。
心武眾
操縱「心具」之力的高等方術士部隊。統帥修羅。以毀滅獲得有關高天之都情報的國家為目的。
高天之都
在倭國的某處，傳說的聖地，也是倭國的中心地。只要控制了倭國中心，就等於是當上倭國之王，已經有很多國家的國王為了得到它而開始遠征。是「被封住的神都」。據說能使控制它的人的願望實現的「神威力」沉睡於此。

## 出版書籍
單行本
| 卷數 | 集英社    | 集英社             | 東立出版社     | 東立出版社         |
| 卷數 | 發售日期  | ISBN               | 發售日期       | ISBN               |
| ---- | --------- | ------------------ | -------------- | ------------------ |
| 1    | 1999年7月 | ISBN 4-0887-2737-1 | 2000年10月20日 | ISBN 957-34-9668-2 |
| 2    | 1999年9月 | ISBN 4-0887-2763-0 | 2000年11月22日 | ISBN 957-34-9669-0 |

文庫版
| 卷數 | 集英社        | 集英社                 |
| 卷數 | 發售日期      | ISBN                   |
| ---- | ------------- | ---------------------- |
| 全   | 2008年6月18日 | ISBN 978-4-0861-8749-7 |